# 家政婦
家政婦（かせいふ）とは、家庭における家事を補助・代行する職業であり、またその仕事を行う女性のこと。男性の場合には家政夫（かせいふ）の字が当てられる。英語のホーム・メーカーに相当する語とされる。
家事労働者の就労形態には家事代行型と直接契約型があるが、家事支援サービス（家事支援サービス会社と雇用契約をしたスタッフが利用者宅を訪問してサービスを行うもの）とは異なり、家政婦は家政婦紹介所などの紹介によって各家庭と家政婦が直接的な雇用契約を結ぶ直接契約型のサービスである。

## 各国の家政婦

### 欧米の家政婦
家事を補助するホームヘルプサービスが欧米で取り入られるようになったのは19世紀末から20世紀初頭とされている。1892年にスイスで取り入れられ、1920年までにはフランス、ドイツ、オランダ、スウェーデン、デンマーク、フィンランド、イギリス、アメリカ合衆国等で取り入れられた。

### 日本の家政婦
日本では家政婦は大正時代に誕生した。1918年10月1日、東京に共同婦人会（派出婦会）ができ、1925年9月、警視庁は、派出婦会取締規則を制定した。
それ以前から「住み込み女中」と呼ばれる人々がおり、住み込み女中が個人世帯に直接雇用されて長期にわたって家族と同居したのに対し、家政婦は派出婦会に所属して一般家庭に臨時的に派遣された。このように住み込み女中と家政婦は明確に区別され、第二次大戦後の労働基準法制定の際にも両者は明確に区別されていた（住み込み女中は「家事使用人」として適用を除外された）。
ところが、直後の職業安定法の制定時に旧制度下の労働者供給事業はほぼ全面禁止となり、家政婦の派出事業は従来のままでは行うことができなくなり、同法上の有料職業紹介事業として実施されるようになった。職業紹介では利用者との直接雇用形態となったため住み込み女中と家政婦の区別が曖昧化したとされる。濱口桂一郎は労働基準法上は1998年の法改正で旧8条が削除されるまで「派出会等」が適用事業とされ、立法経緯からも「家事使用人」は住み込みの家事労働者で血縁関係にない者のことを指していたのであり家政婦はこれにあたらないとしている。

## 家政婦が登場する著作物
家政婦は家族以外の人間でありながら、家庭内に定期的・恒常的に存在しているという、やや異質な存在である。このことを利用して、家庭内の出来事を客観的に（あるいは野次馬的に）描写する際の視点となるキャラクターとして、家政婦はさまざまな著作物に登場する。
- 熱い空気（1963年） - 松本清張の小説。下記『家政婦は見た!』第1作の原作。
- 家族八景（1970年） - 筒井康隆の小説。主人公火田七瀬が家政婦として様々な家庭を渡り歩く。いわゆる『七瀬三部作』の第1作。
- 家政婦は見た! - 市原悦子が家政婦に扮したテレビドラマシリーズ。
- 家政婦のミタ - 松嶋菜々子が家政婦を演じる連続テレビドラマ。
- 家政夫のミタゾノ - 松岡昌宏が女装の家政夫を演じるテレビドラマシリーズ。
- きょうの猫村さん - 猫が家政婦として働くシュールな漫画作品。
- 私を月まで連れてって!
- 博士の愛した数式
- 妖怪人間ベム - 広田レオナが家政婦を演じる土曜ドラマ。
- 家政夫のナギサさん - 男性の家政夫とキャリアウーマンのラブコメディ漫画・小説・連続テレビドラマ。テレビドラマは2020年に『私の家政夫ナギサさん』のタイトルで放送された。主演は多部未華子、大森南朋。
- 椿さん - 楯山ヒロコの4コマ漫画。人間離れした様々な能力を遺憾なく発揮する凄腕の家政婦、椿千恵子の活躍を描く。

女中・お手伝いさん
- トムとジェリー - ワーナー・ブラザースのアニメーションシリーズ。トムの飼い主として登場する女性で、“お手伝いさん（Mammy Two Shoes）”もしくは“メイド”と表記されている。 ⇒ お手伝いさん (トムとジェリー)（英語版）
- お嬢さんの散歩道（1960年） - 笹森礼子演じる主人公まり子がお手伝いさんとして活躍する映画。
- 台所太平記（1962年） - 谷崎潤一郎の小説。ある作家の家に仕えた女中さんたちの行状記。映画化・テレビドラマ化。
- 風と樹と空と - 石坂洋次郎の小説。1964年に映画化。1965年とテレビドラマ化されている。テレビドラマでの主演は鰐淵晴子。福島県の高校を卒業した主人公が集団就職によって田園調布の社長宅でお手伝いさんとして活躍するストーリー。第1話のみ横浜の放送ライブラリーにて視聴可能。1967年にはテレビドラマ続編「続・風と樹と空と」も作成された
- おトラさんシリーズ - 柳家金語楼が女中に扮した映画、およびテレビドラマシリーズ。
- おヤエシリーズ - 若水ヤエ子が女中に扮した映画シリーズ。
- うちのちいさな女中さん - 長田佳奈の漫画。昭和初期の東京を舞台とし、女性翻訳家・蓮見令子のもとにやってきた14歳の女中・野中ハナの日常を描いている。